# Théorème de Hilbert-Speiser
Pour les articles homonymes, voir Speiser.
En mathématiques, le théorème de Hilbert-Speiser est un résultat sur les sous-corps des corps cyclotomiques, caractérisant ceux qui possèdent une base normale d'entiers.
D'après le théorème de Kronecker-Weber, les extensions abéliennes du corps ℚ des rationnels sont exactement les sous-corps K d'un corps cyclotomique ℚ(ζn) (avec n entier quelconque et ζn = e2πi/n).
Le théorème de Hilbert-Speiser affirme qu'un tel K possède une base normale d'entiers si et seulement si n est impair et sans carré (une condition équivalente plus abstraite est que l'extension K de ℚ soit modérément ramifiée).
Lorsque cette condition est remplie, une base normale d'entiers peut être construite à l'aide des périodes de Gauss. Par exemple si p est un nombre premier > 2, ℚ(ζp) possède une base normale d'entiers constituée des p – 1 racines p-ièmes de l'unité différentes de 1, et une base normale d'entiers pour tout sous-corps s'en déduit en utilisant la forme trace. Lorsque n est impair et sans carré, ℚ(ζn) est le produit tensoriel de sous-corps de ce type pour les nombres premiers p divisant n (ceci découle d'un argument simple sur la ramification). Cette décomposition peut être utilisée pour traiter n'importe quel sous-corps.